# Józef Maria Tomasi
Józef Maria Tomasi, właśc. wł. Giuseppe Maria Tomasi (ur. 12 września 1649 w Licata, zm. 1 stycznia 1713 w Rzymie) – włoski teatyn (CRT) i kardynał-prezbiter, święty Kościoła katolickiego.
Był synem księcia Lampedusy. Po studiach został diakonem, jednak z powodu śmierci brata wrócił do Palermo, aby dokończyć studia teologiczne. Tu również w 1664 wstąpił do teatynów. Cztery jego siostry, w tym mistyczka Maria Crocifissa, właśc. Isabella Tomasi (1645-1699), oraz matka zostały benedyktynkami.
Święcenia kapłańskie otrzymał 24 grudnia 1673 roku. Publikował różne prace na tematy liturgiczne. W dniu 18 maja 1712 roku został mianowany kardynałem przez papieża Klemensa XI.
Zmarł w wieku 64 lat w opinii świętości.
Został beatyfikowany przez papieża Piusa VII w dniu 29 września 1803 roku, a kanonizowany przez papieża Jana Pawła II w dniu 12 października 1986 roku.